# The Colony (Texas)
The Colony è un comune (city) degli Stati Uniti d'America della contea di Denton nello Stato del Texas. La popolazione era di 36.328 abitanti al censimento del 2010. È un sobborgo di Dallas.
The Colony è la sede del Five Star Athletic Complex, completato nel 2003. The Colony è stata nominata Sports Illustrated 50th Anniversary Sports Town degli Stati Uniti nello stesso anno. La città ospita la sede aziendale di Pizza Inn, e un centro di distribuzione Edward Don e una varietà di piccole e medie imprese. Lo sviluppo di Grandscape, ancorato da Nebraska Furniture Mart, sta guidando un nuovo boom di sviluppo nella città.
Situato sul lato sud-est della città, attraverso Sam Rayburn Tollway dalla maggior parte della città, si trova l'Austin Ranch, uno sviluppo a uso misto composto da negozi al dettaglio, appartamenti e condomini.

## Geografia fisica
The Colony è situata a 33°05′27″N 96°53′05″W (33.090874, -96.884659).
Secondo lo United States Census Bureau, la città ha una superficie totale di 41,69 km², dei quali 36,3 km² di territorio e 5,39 km² di acque interne (12,93% del totale).

## Società

### Evoluzione demografica
Secondo il censimento del 2010, la popolazione era di 36.328 abitanti.

### Etnie e minoranze straniere
Secondo il censimento del 2010, la composizione etnica della città era formata dal 75,39% di bianchi, l'8,15% di afroamericani, lo 0,8% di nativi americani, il 5,82% di asiatici, lo 0,09% di oceanici, il 6,22% di altre razze, e il 3,53% di due o più etnie. Ispanici o latinos di qualunque razza erano il 21,15% della popolazione.